# Galerano de Ivry
Galerano de Ivry fue un funcionario de Carlos de Anjou, rey de Sicilia.
Galerano fue nombrado senescal del Reino de Sicilia en 1272, donde era impopular debido a su arrogancia y parcialidad.
Después de la muerte de Guillermo II Villehardouin en 1278, el Principado de Acaya pasó a manos de Carlos, en virtud del Tratado de Viterbo. Galerano fue enviado a Acaya como primer bailío y vicario general de Carlos en esa provincia.
Su mandato no fue un éxito. Acostumbrado a la administración centralizada del Reino de Sicilia, provocó numerosas quejas de los nobles, cuyos derechos feudales menospreciaba, y tuvo dificultades para mantener adecuadamente a las tropas y equipar las fortalezas de Acaya. Su único intento de campaña militar contra los bizantinos fue derrotado en las montañas de Eskorta. Una delegación de barones aqueos, enviada a Nápoles en 1280, logró su revocación y su reemplazo por Felipe de Lagonesse.